# North American Soccer League 1971
Navigation
Édition précédente Édition suivante
La North American Soccer League 1971 est la quatrième édition de la North American Soccer League. Huit équipes (six provenant des États-Unis et deux du Canada) prennent part à la compétition. Comme dans d'autres compétitions organisées en Amérique (LNH ou NBA), il n'y a ni promotion, ni relégation, un système de franchises est mis en place.
Trois franchises font leur apparition : deux franchises canadiennes (l'Olympique de Montréal et les Metros de Toronto) et une américaine (le Cosmos de New York).
C'est le Tornado de Dallas qui remporte cette édition en battant en finale deux matchs à un les Chiefs d'Atlanta.

## Les 8 franchises participantes
| Lancers de Rochester Cosmos de New York Metros de Toronto Olympique de Montréal Chiefs d'Atlanta Tornado de Dallas Stars de Saint-Louis Darts de Washington |

| - Division Nord - Olympique de Montréal (N) - Cosmos de New York (N) - Lancers de Rochester - Metros de Toronto (N) | - Division Sud - Chiefs d'Atlanta - Tornado de Dallas - Stars de Saint-Louis - Darts de Washington |

Les Olympique de Montréal, Cosmos de New York, Metros de Toronto intègrent le championnat.
Les Spurs de Kansas City dissous la saison précédente ne participent pas à ce championnat.

## Format de la compétition
Les clubs sont répartis en 2 poules géographiques. Chaque équipe rencontre quatre fois chaque équipe de sa division et deux fois chaque équipe de la division opposée. De plus, durant la saison chaque équipe affronte quatre clubs étrangers (l'Apollon Limassol Football Club, le Bangu Atlético Clube, Heart of Midlothian Football Club et Vicenza Calcio) à une reprise.
Les quatre matchs sont intégrés dans le calcul des points en championnat. Les deux premiers de chaque division se qualifient pour les séries éliminatoires.
Le barème des points est le suivant :
- Victoire : 6 points
- Match nul : 3 points
- Défaite : 0 point
- Un point de bonus est accordé par but marqué dans la limite de 3 buts par match.

## Saison régulière

### Classement des divisions

#### Division Nord
| Rang | Équipe                 | Pts | J  | G  | N | P  | Bp | Bc | Diff | Bon |
| ---- | ---------------------- | --- | -- | -- | - | -- | -- | -- | ---- | --- |
| 1    | Lancers de Rochester T | 141 | 24 | 13 | 6 | 5  | 48 | 31 | +17  | 45  |
| 2    | Cosmos de New York     | 117 | 24 | 9  | 5 | 10 | 51 | 55 | -4   | 48  |
| 3    | Metros de Toronto      | 89  | 24 | 5  | 9 | 10 | 32 | 47 | -15  | 32  |
| 4    | Olympique de Montréal  | 65  | 24 | 4  | 5 | 15 | 29 | 58 | -29  | 26  |

- Qualification pour les demi-finales

T : Tenant du titre

#### Division Sud
| Rang | Équipe               | Pts | J  | G  | N  | P  | Bp | Bc | Diff | Bon |
| ---- | -------------------- | --- | -- | -- | -- | -- | -- | -- | ---- | --- |
| 1    | Chiefs d'Atlanta     | 120 | 24 | 12 | 5  | 7  | 35 | 29 | +6   | 33  |
| 2    | Tornado de Dallas    | 119 | 24 | 10 | 8  | 6  | 38 | 24 | +14  | 35  |
| 3    | Darts de Washington  | 111 | 24 | 8  | 10 | 6  | 36 | 34 | +2   | 33  |
| 4    | Stars de Saint-Louis | 86  | 24 | 6  | 5  | 13 | 37 | 47 | -10  | 35  |

- Qualification pour les demi-finales

### Résultats
Source : wildstat.com

#### Matchs intra-division
| Résultats (▼dom., ►ext.)                                   | MON | NY  | ROC | TOR | MON | NY  | ROC  | TOR |
| Olympique de Montréal                                      |     | 3-1 | 0-2 | 1-2 |     | 5-4 | 0-4  | 4-1 |
| Cosmos de New York                                         | 2-3 |     | 4-2 | 2-2 | 3-3 |     | 3-2  | 2-0 |
| Lancers de Rochester                                       | 2-1 | 2-2 |     | 3-1 | 4-0 | 3-2 |      | 1-1 |
| Metros de Toronto                                          | 1-1 | 2-2 | 2-3 |     | 3-3 | 2-1 | 0-3A |     |
| - Victoire à domicile - Match nul - Victoire à l'extérieur |     |     |     |     |     |     |      |     |

| Résultats (▼dom., ►ext.)                                   | ATL | DAL | SL  | WAS | ATL | DAL  | SL  | WAS |
| Chiefs d'Atlanta                                           |     | 4-1 | 4-1 | 1-1 |     | 0-3  | 2-0 | 1-1 |
| Tornado de Dallas                                          | 2-1 |     | 1-1 | 2-0 | 4-1 |      | 1-1 | 1-2 |
| Stars de Saint-Louis                                       | 2-3 | 2-2 |     | 2-4 | 0-1 | 3-1  |     | 1-2 |
| Darts de Washington                                        | 0-0 | 1-1 | 1-2 |     | 0-0 | 0-2A | 5-4 |     |
| - Victoire à domicile - Match nul - Victoire à l'extérieur |     |     |     |     |     |      |     |     |

#### Matchs inter-division
| Résultats (▼dom., ►ext.)                                   | ATL | DAL | SL  | WAS |
| Olympique de Montréal                                      | 0-1 | 0-0 | 2-2 | 1-3 |
| Cosmos de New York                                         | 2-1 | 3-1 | 4-1 | 1-0 |
| Lancers de Rochester                                       | 1-3 | 1-0 | 3-1 | 2-2 |
| Metros de Toronto                                          | 3-1 | 0-3 | 2-1 | 3-3 |
| - Victoire à domicile - Match nul - Victoire à l'extérieur |     |     |     |     |

| Résultats (▼dom., ►ext.)                                   | MON | NY  | ROC | TOR |
| Chiefs d'Atlanta                                           | 2-0 | 1-3 | 1-0 | 2-0 |
| Tornado de Dallas                                          | 2-1 | 2-0 | 0-1 | 2-2 |
| Stars de Saint-Louis                                       | 2-0 | 1-2 | 4-0 | 1-0 |
| Darts de Washington                                        | 2-0 | 3-1 | 1-1 | 1-1 |
| - Victoire à domicile - Match nul - Victoire à l'extérieur |     |     |     |     |

#### Matchs joués face aux équipes étrangères
| Résultats (▼dom., ►ext.)                                   | APO | BAN | HER | VIC |
| Chiefs d'Atlanta                                           | 1-1 | 0-2 | 1-0 | 3-2 |
| Tornado de Dallas                                          | 5-0 | 2-0 | 0-0 | 0-0 |
| Olympique de Montréal                                      | 0-3 | 0-1 | 0-7 | 1-4 |
| Cosmos de New York                                         | 1-1 | 1-6 | 2-4 | 3-5 |
| Lancers de Rochester                                       | 4-0 | 1-1 | 0-0 | 3-2 |
| Stars de Saint-Louis                                       | 3-1 | 1-1 | 1-2 | 0-3 |
| Metros de Toronto                                          | 0-0 | 2-1 | 0-3 | 2-3 |
| Darts de Washington                                        | 1-0 | 2-2 | 0-3 | 1-2 |
| - Victoire à domicile - Match nul - Victoire à l'extérieur |     |     |     |     |

A Quand un score est suivi d'une lettre, cela signifie que le match en question s'est joué dans le sens opposé à celui annoncé. Ainsi, ce sont les Lancers de Rochester et les Tornado de Dallas qui ont reçu ces matchs.

## Séries éliminatoires

### Règlement
Les équipes championnes de division affrontent en demi-finales les équipes ayant fini deuxièmes de la division opposée. Les demi-finales et la finale se déroulent au meilleur des trois matchs avec match aller et match d'appui éventuel chez la meilleure équipe. En cas d'égalité à l'issue d'un match, le match continue jusqu'à l'inscription d'un but en or qui termine alors le match.
Ainsi, il faut par exemple 176 minutes pour que Rochester inscrive le but victorieux lors du premier match de sa demi-finale.

### Tableau
|  |                               |                             |                             |                    |                    |                   |                   |                        |        |        |        |        |
|  | 1/2 finale                    | 1/2 finale                  | 1/2 finale                  | 1/2 finale         | 1/2 finale         |                   |                   | Finale                 | Finale | Finale | Finale | Finale |
|  | 2 et 5 septembre 1971         | 2 et 5 septembre 1971       | ? et 90 min                 | ? et 90 min        | ? et 90 min        |                   |                   |                        |        |        |        |        |
|  | 2 et 5 septembre 1971         | 2 et 5 septembre 1971       | ? et 90 min                 | ? et 90 min        | ? et 90 min        |                   |                   |                        |        |        |        |        |
|  | (S1) Chiefs d'Atlanta         |                             | 1 b.e.o.                    | 2                  |                    |                   |                   |                        |        |        |        |        |
|  | (S1) Chiefs d'Atlanta         | 12, 15 et 19 septembre 1971 | 12, 15 et 19 septembre 1971 | 2                  | 123, 90 et 90 min  | 123, 90 et 90 min | 123, 90 et 90 min |                        |        |        |        |        |
|  | (N2) Cosmos de New York       | 12, 15 et 19 septembre 1971 | 12, 15 et 19 septembre 1971 |                    | 123, 90 et 90 min  | 123, 90 et 90 min | 123, 90 et 90 min | 0                      | 0      |        |        |        |
|  | (N2) Cosmos de New York       | (S1) Chiefs d'Atlanta       |                             | 2 b.e.o.           | 1                  | 0                 |                   | 0                      | 0      |        |        |        |
|  | 1, 4 et 8 septembre 1971      | 1, 4 et 8 septembre 1971    | 176, 90 et 148 min          | 176, 90 et 148 min | 176, 90 et 148 min | 0                 |                   |                        |        |        |        |        |
|  | 1, 4 et 8 septembre 1971      | 1, 4 et 8 septembre 1971    | 176, 90 et 148 min          | 176, 90 et 148 min | 176, 90 et 148 min |                   |                   | (S2) Tornado de Dallas |        | 1      | 4      | 2      |
|  | (N1) Lancers de Rochester (T) |                             | 2 b.e.o.                    | 1                  | 1                  |                   |                   | (S2) Tornado de Dallas |        | 1      | 4      | 2      |
|  | (N1) Lancers de Rochester (T) |                             | 2 b.e.o.                    | 1                  | 1                  |                   |                   |                        |        |        |        |        |
|  | (S2) Tornado de Dallas        |                             | 1                           | 3                  | 2 b.e.o.           |                   |                   |                        |        |        |        |        |
|  | (S2) Tornado de Dallas        |                             | 1                           | 3                  | 2 b.e.o.           |                   |                   |                        |        |        |        |        |

## Récompenses individuelles
| Trophée                            | Joueur           | Club                 |
| ---------------------------------- | ---------------- | -------------------- |
| Meilleur joueur (saison régulière) | Carlos Metidieri | Lancers de Rochester |
| Meilleur buteur                    | Carlos Metidieri | Lancers de Rochester |
| Meilleur rookie                    | Randy Horton     | Cosmos de New York   |
| Meilleur entraîneur                | Ron Newman       | Tornado de Dallas    |